# Aprosthema fusicorne
Aprosthema fusicorne är en stekelart som först beskrevs av Thomson 1871.  Aprosthema fusicorne ingår i släktet Aprosthema, och familjen borsthornsteklar. Arten har ej påträffats i Sverige.